# Manuel de Santa Inês

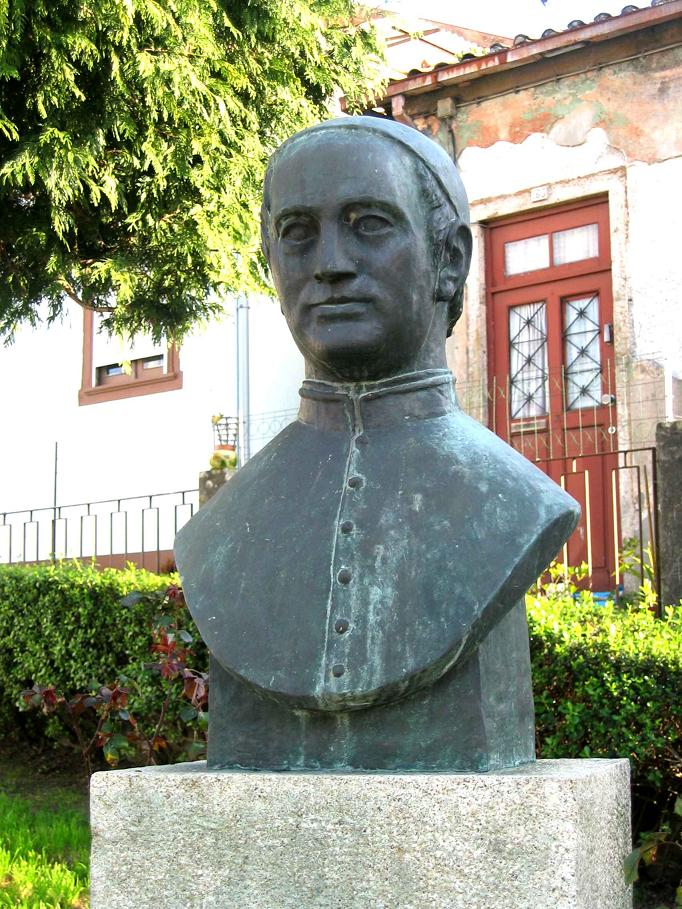
Busto de Frei Manuel de Santa Inês, escultura de João Barata Feyo, no Largo de São Brás de Baguim do Monte.

Frei Manuel de Santa Inês (Baguim do Monte, 2 de Dezembro de 1762 – 1840) foi um eclesiástico português, Bispo do Porto.
Era filho de lavradores de Rio Tinto (Gondomar). Aos dezoito anos, entrou para o Colégio dos Grilos ou Mosteiro dos Religiosos Ermitas Descalços de Santo Agostinho, onde professou em 1781, adoptando então o nome de Frei Manuel de Santa Inês.
Ocupou diversos cargos eclesiásticos incluindo o de Bispo do Porto, mas o titulo não lhe foi confirmado pelo Papa.
Foi um liberal convicto.
Morreu em 1840, aos 78 anos de idade, tendo sido sepultado no Cemitério da Lapa, no Porto.
1. 1 2 3 4 5  Frei Manuel de Santa Inês na página do município de Gondomar.
2. 1 2 3 4 5  Frei Manuel de Santa Inês na página da Junta da Freguesia de Baguim do Monte. Arquivado aqui.
3. 1 2 3 4 5  TAVARES, Pedro Vilas Boas. Depois da tempestade...D. Jerónimo José da Costa Rebelo,Bispo do Porto:contexto para duas cartas suas, pp. 275-282.